# Lepidoblepharis ruthveni
Espèce
Statut de conservation UICN

 LC  : Préoccupation mineure
Lepidoblepharis ruthveni est une espèce de geckos de la famille des Sphaerodactylidae.

## Répartition et habitat
Cette espèce est présente en Colombie et en Équateur. On la trouve dans la litière de feuille de la forêt tropicale humide.

## Description
C'est un gecko terrestre, diurne et insectivore.

## Étymologie
Cette espèce est nommée en l'honneur d'Alexander Grant Ruthven.

## Publication originale
- Parker, 1926 : The neotropical lizards of the genera Lepidoblepharis, Pseudogonatodes, Lanthrogecko, and Sphaerodactylus, with the description of a new genus. Annals and magazine of natural history, ser. 9, vol. 17, p. 291-301.